# ETRAX CRIS
ETRAX CRIS es una serie de microprocesadores diseñados y fabricados por Axis Communications para su uso en sistemas embebidos desde 1993. El nombre es un acrónimo en inglés de las características del chip: Ethernet, Token Ring, AXis - Code Reduced Instruction Set. El soporte Token ring ha sido eliminado de los últimos modelos por quedar obsoleto.

## Algunos tipos de chips

### TGA-1
Desarrollado en 1986, funcionaba como transceptor para la arquitectura AS/400

### CGA-1
El CGA-1 fue simplemente una mejora del TGA-1.

### ETRAX-1
Apareció en 1993 y presentaba controladores para redes Ethernet de 10 megabits y redes Token Ring, hecho recogido en el nuevo nombre ETRAX.

### ETRAX-4
El ETRAX-4 apreció como mejora de los modelos ETRAX-1, ETRAX-2 y ETRAX-3 anteriores, además de un nuevo controlador SCSI.

### ETRAX 100
El ETRAX 100 presentó un controlador Ethernet 10/100 MBit (de ahí el nombre), junto con soporte ATA y Wide SCSI.

### ETRAX 100LX
En 2000, al diseño del ETRAX 100LX se añadió una MMU, así como soporte USB y SDRAM. Asimismo se mejoró el rendimiento del procesador hasta las 100 MIPS. A diferencia de los dispositivos sin MMU, es capaz de ejecutar el núcleo Linux sin modificaciones en el código de manejo de memoria de Linux.
Presenta:
- Un núcleo RISC de 32 bits
- Controlador Ethernet 10/100
- 4 puertos serie asíncronos
- 2 puertos serie síncronos
- 2 puertos USB
- 2 puertos paralelos
- 4 puertos ATA (IDE)
- 2 puertos Narrow SCSI (o 1 puerto Wide)
- Soporte para SDRAM, Flash, EEPROM y SRAM

### ETRAX 100LX MCM
Este sistema de chip único es un ETRAX 100LX al que se han añadido memoria flash, algo más de SDRAM y un PHYceiver Ethernet. Se comercializaron dos versiones: el ETRAX 100LX MCM 2+8 (2 MB flash, 8 MB SDRAM) y el ETRAX MCM 4-16 (4 MB flash, 16 MB SDRAM).

### ETRAX FS
Diseñado en 2005 y con pleno soporte para Linux 2.6, presenta:
- Un procesador RISC de 32 bits capaz de trabajar a 200 MIPS, con 5 etapas de segmentación.
- Dos controladores Ethernet 10/100.
- 128 kilobytes de RAM integrados.
- Un procesador de E/S microprogramable con soporte para PC-Card, CardBus, PCI, USB FS/HS, SCSI y ATA.

## Herramientas de desarrollo

### Software
Axis proporciona un compilador basado en Linux que puede ser descargado de su página web  junto con un gran abanico de aplicaciones de muestra. También se encuentran disponibleas imágenes precompiladas.

### Hardware
Varios fabricantes de hardware ofrecen 'placas de desarrollador': un circuito impreso con un chip ETRAX y todos los puertos de E/S necesarios para desarrollar (o incluso extender) aplicaciones:
- Placa de desarrollador AXIS 82
- Embedded Linux PC de ipcas
- Placa FOX de ACME Systems
- Cámaras inteligentes Elphel
- Linux embebido Free2move
- Unidad de control industrial DSP&FPGA
- Sistemas de control remoto BBDevice